# Ed Badger
Ed Badger, né le 5 novembre 1932, est un entraîneur américain de basket-ball.

## Palmarès
Entraîneur
- Champion NBA 1986